# IRIX
IRIX este o variantă a sistemului de operare UNIX dezvoltată de compania SGI, fostă Silicon Graphics Inc.